# Josef Medl
Josef Medl (* 15. Mai 1917 in Poppendorf im Burgenland; † 7. September 1995 in Jennersdorf) war ein österreichischer Politiker (SPÖ) und Volksschullehrer. Medl war von 1960 bis 1974 Abgeordneter zum Burgenländischen Landtag und von 1974 bis 1978 Mitglied des Bundesrates. Zudem war er im ersten Halbjahr 1978 Vorsitzender des Bundesrates.

## Biographie
Medl wurde als Sohn des Landwirts und Wirtes Johann Medl aus Poppendorf geboren und besuchte die Volksschule in Heiligenkreuz im Lafnitztal. Danach absolvierte er die Hauptschule in Graz und die Landwirtschaftliche Bildungsanstalt Oberschützen, an der er 1936 die Matura ablegte. Anschließend war er ab 1937 als Volksschullehrer im Südburgenland eingesetzt. Zwischen 1938 und 1945 diente er in der Wehrmacht und wurde schwer verwundet. Ab 1944 studierte er vier Semester an der Hochschule für Bodenkultur in Wien und war anschließend im elterlichen Betrieb beschäftigt.
Nach dem Ende des Zweiten Weltkriegs fand Medl ab 1948 wieder Arbeit im Schuldienst und war zuletzt als Volksschuldirektor in Grieselstein beschäftigt. Medl vertrat die SPÖ zwischen dem 5. Mai 1960 und dem 6. Dezember 1974 im Burgenländischen Landtag.
Danach war er vom 10. Dezember 1974 bis zum 30. Juni 1978 Bundesrat, wobei er zwischen dem 1. Jänner 1978 und dem 30. Juni 1978 die Funktion des Vorsitzenden des Bundesrates innehatte. Zudem war er ab 1956 SPÖ-Bezirksparteiobmann im Bezirk Jennersdorf.